# 晶莹蟳
晶莹蟳（学名：Charybdis lucifera）为梭子蟹科蟳属的动物。分布于日本、泰国、马来亚、印度尼西亚、斯里兰卡、印度、台湾岛等地，多生活于海水。